# Метью Ле Тісьє
Метью Ле Тісьє (англ. Matthew Le Tissier, нар. 16 жовтня 1968, Сент-Пітер-Порт) — англійський футболіст, колишній гравець збірної Англії та «Саутгемптона».

## Кар'єра
Всю свою професійну клубну кар'єру Ле Тісьє провів у «Саутгемптоні». «Святі» у ті часи вважалися видовищною командою, атакувальну ланку якої складали Мет та Алан Ширер. Крім цього Метью зіграв вісім матчів за збірну Англії до переходу на непрофесійний клубний рівень в 2002 році. Незважаючи на інтерес з боку таких клубів як «Тоттенгем» в 1990 році і «Челсі» в 1996 році Ле Тісьє залишився вірним «Саутгемптону» до кінця професійної кар'єри. За свою відданість він заслужив особливу прихильність у фанів «Саутгемптона», які прозвали його «Богом».
Атакуючий півзахисник з винятковими технічними навичками, Метью Ле Тісьє, став другим бомбардиром «Саутгемптона» за всю історію після Міка Ченнона і був визнаним молодим гравцем року за версією ПФА в 1990 році. Він став першим півзахисником, що зумів забити 100 м'ячів у Прем'єр-лізі. Крім цього Метью відзначився своїм пенальтистським рекордом, забивши 47 з 48 пенальті.
Після завершення кар'єри гравця Ле Тісьє став футбольний експертом і в даний час працює в цій якості на каналі Sky Sports в спортивній програмі Soccer Saturday. У 2011 році він став почесним президентом клубу «Гернсі».

## Титули і досягнення
«Саутгемптон»
- Кубок повноправних членів
  - Фіналіст (1): 1991–92